# Józef Wierusz-Kowalski
Józef Wierusz-Kowalski (ur. 16 marca 1866 w Puławach, zm. 30 listopada 1927 w Ankarze) – polski fizyk i dyplomata. Rektor uniwersytetu we Fryburgu (1897), po odzyskaniu niepodległości poseł RP przy Stolicy Apostolskiej, w Holandii, Austrii i Turcji.

## Życiorys
Urodził się w rodzinie Tadeusza, właściciela majątku Olbięcin w latach 1869–1904, i Julii Nepomuceny z Wasilewskich (1840−1873). Ukończył Gimnazjum Realne J. Pankiewicza w Warszawie. Początkowo studiował prawo na Cesarskim Uniwersytecie Warszawskim, ale po roku przeniósł się na Uniwersytet w Getyndze, gdzie podjął studia fizyczne. Zajmował się początkowo własnościami szkła, w tym jego wytrzymałością. W 1889 r. przedstawił pracę doktorską Untersuchungen über die Festigkeit des Glases. Następnie pracował w Berlinie i Würzburgu, a od 1891 na Politechnice w Zurychu, skąd w 1892 przeniósł się na Uniwersytet w Bernie. W 1894 r. przyjął propozycję zorganizowania wydziału nauk matematycznych i przyrodniczych na Uniwersytecie we Fryburgu w Szwajcarii. Objął tam katedrę fizyki, a w roku akademickim 1897−1898 piastował funkcję rektora. Jego główną dziedziną badań była luminescencja mieszanin ziem rzadkich ze związkami metali alkalicznych pod wpływem promieniowania nadfioletowego i promieniowania katodowego, a także fosforescencja związków ziem rzadkich i związków organicznych, w 1910 odkrył zjawisko tzw. fosforescencji postępowej. Za prace w tej dziedzinie wyróżnił go w 1912 Uniwersytet Harvarda. Ponadto zajmował się doświadczeniami z wyładowaniami elektrycznymi. Jego asystentem we Fryburgu był Ignacy Mościcki. W 1911 oraz w latach 1917–1918 był wykładowcą fizyki na Wydziale Przyrodniczym oraz wykładał wstęp do teorii elektryczności w ramach Kursów Politechnicznych (1906–1908) na Wydziale Technicznym Towarzystwa Kursów Naukowych w Warszawie.
W czasie I wojny światowej działał w Komitecie Pomocy Ofiarom Wojny w Polsce, założonym przez Henryka Sienkiewicza w Vevey. Członek redakcji wydawanej w Szwajcarii Wielkiej encyklopedii powszechnej. W 1916 roku był członkiem Zarządu Towarzystwa Polskiej Macierzy Szkolnej. Po polonizacji Uniwersytetu Warszawskiego, w 1917 r. powrócił do kraju by zorganizować katedrę fizyki na UW. W 1919 został mianowany profesorem Politechniki.
W 1919 r. wstąpił do służby dyplomatycznej II Rzeczypospolitej. 1 lipca 1919 mianowany posłem nadzwyczajnym i ministrem pełnomocnym przy Stolicy Apostolskiej. 19 października 1921 mianowany posłem RP w Hadze, którym pozostawał do 1 grudnia 1924. Tego dnia objął funkcję posła RP w Wiedniu, którą sprawował do 30 września 1926. 21 października 1926 został posłem RP w Ankarze. Był członkiem Komisji Współpracy Intelektualnej Ligi Narodów (w miejsce Marii Skłodowskiej-Curie). Zmarł w czasie pełnienia obowiązków służbowych. Został pochowany na cmentarzu Powązkowskim (kwatera 157-6-10).

### Rodzina
Od 2 października 1900 był mężem Leonii z hr. Rostworowskich h. Nałęcz (1870–1946), z którą miał pięcioro dzieci:
- Tadeusza (1901–1958), męża Ewy Afry Ciecierskiej (córki Stefana i Marii z Doria-Dernałowiczów)
- Michała (1903–1992), męża Krystyny hr. Żółtowskiej (córki Jana i Ludwiki z hr. Ostrowskich)
- Marię Anielę (1904–1985), żony Iva Malleta
- Józefa (1907–1987), męża Neny d’Elbée (wdowy po Tomaszu hr. Sobańskim[5])
- Jana Kantego (1912–2000), męża Teresy Staniec.

## Ordery i odznaczenia
- Krzyż Komandorski Orderu Odrodzenia Polski (28 kwietnia 1926)[6]